# Pegaso Série 80
 (octobre 2021).
La mise en forme du texte ne suit pas les recommandations de Wikipédia : il faut le « wikifier ».
Les points d'amélioration suivants sont les cas les plus fréquents :
- Les titres sont pré-formatés par le logiciel. Ils ne sont ni en capitales, ni en gras.
- Le texte ne doit pas être écrit en capitales (les noms de famille non plus), ni en gras, ni en italique, ni en « petit »…
- Le gras n'est utilisé que pour surligner le titre de l'article dans l'introduction, une seule fois.
- L'italique est rarement utilisé : mots en langue étrangère, titres d'œuvres, noms de bateaux, etc.
- Les citations ne sont pas en italique mais en corps de texte normal. Elles sont entourées par des guillemets français : « et ».
- Les listes à puces sont à éviter, des paragraphes rédigés étant largement préférés. Les tableaux sont à réserver à la présentation de données structurées (résultats, etc.).
- Les appels de note de bas de page (petits chiffres en exposant, introduits par l'outil «  Source ») sont à placer entre la fin de phrase et le point final[comme ça].
- Les liens internes (vers d'autres articles de Wikipédia) sont à choisir avec parcimonie. Créez des liens vers des articles approfondissant le sujet. Les termes génériques sans rapport avec le sujet sont à éviter, ainsi que les répétitions de liens vers un même terme.
- Les liens externes sont à placer uniquement dans une section « Liens externes », à la fin de l'article. Ces liens sont à choisir avec parcimonie suivant les règles définies. Si un lien sert de source à l'article, son insertion dans le texte est à faire par les notes de bas de page.
- La présentation des références doit suivre les conventions bibliographiques. Il est recommandé d'utiliser les modèles {{Ouvrage}}, {{Chapitre}}, {{Article}}, {{Lien web}} et/ou {{Bibliographie}}. Le mode d'édition visuel peut mettre en forme automatiquement les références.
- Insérer une infobox (cadre d'informations à droite) n'est pas obligatoire pour parachever la mise en page.

Pour une aide détaillée, merci de consulter Aide:Wikification.
Si vous pensez que ces points ont été résolus, vous pouvez retirer ce bandeau et améliorer la mise en forme d'un autre article.
L'appellation Pegaso Série 80 couvre une large gamme de camions, également désignée Cabina Cuadrada (Cabine carrée), qui a connu un beau succès dans l'Espagne du général Franco. Ces camions ont été fabriqués par le constructeur espagnol ENASA à partir de 1972 jusqu'en 1983.
Cette gamme de camions remplace la précédente gamme Pegaso Comet, notamment les dernières versions surnommées "Europa" dont elle reprend intégralement la chaîne cinématique largement éprouvée. Son développement a débuté en 1964 et, après une très longue gestation, a été présentée officiellement au Salon de Barcelone en 1972. Cette longue période de développement est due à l'incertitude de voir l'Espagne pouvoir intégrer la Communauté économique européenne. Il fallait que cette gamme soit homologable en Europe, compétitive et techniquement à la hauteur en vue de pouvoir conquérir des parts de marché à l'exportation, ce que l'entreprise n'avait jamais réalisé jusqu'alors. Le nom Cabina Cuadrada n'a jamais été le nom officiel de la gamme mais le surnom qui lui a été donné en raison de la forme très carrée de sa cabine dont chaque modèle de camion se différencie avec un système de numérotation complexe.

## Histoire
Dès le milieu des années 1960, la direction de Pegaso se rend à l'évidence que la cabine "Cabezón" (type 7040) est vraiment obsolète et que les conditions de conduite des chauffeurs sont dépassées. L'Espagne souhaite entrer dans la Communauté économique européenne (Europe des 6 de l'époque) et les camions Pegaso accusent un retard important face au concurrent national Barreiros et encore plus, comparés aux camions étrangers qui ne peuvent toujours pas entrer en Espagne. Pegaso lance alors l'étude d'une nouvelle gamme de camions pour remplacer l'ancienne série "Comet" mais qui devra se conformer aux normes européennes, afin d'en permettre l'exportation lorsque cela sera possible. 
Les premiers prototypes commencent à circuler en Espagne dès 1971 et la nouvelle gamme est présentée officiellement lors du Salon de l'Automobile de Barcelone en 1972. La "Série Comet" va être progressivement remplacée par la "Série 80" équipés d'une toute nouvelle cabine très cubique (type 7080), immédiatement surnommée "Cabina Cuadrada", due au styliste italien Aldo Sessano, auteur notamment des SEAT 1200 Sport ou Jeepster Commando. Coté moteur, le haut de gamme va être équipé d'un nouveau moteur afin de respecter les critères italiens (repris dans le code européen) qui imposent une puissance minimale de 8 ch à la tonne soit 8 x 44 tonnes = 352 ch DIN.

## Pegaso "Série 80"
Cette nouvelle gamme de camions va remplacer progressivement la précédente gamme Pegaso Comet dont elle reprend intégralement la chaîne cinématique largement éprouvée. Présentée officiellement au Salon de Barcelone en 1972, la "Série 80" est en fait l'apparition d'une nouvelle cabine confortable avec une visibilité conforme aux standards de l'époque utilisant les moteurs de 200 ch SAE de la "Série Comet" auquel s'ajoute un moteur de 352 ch DIN destiné à une potentielle exportation lorsque l'Espagne intégrera la Communauté économique européenne.
Ces nouveaux modèles de camions reprennent le moteur Pegaso 9105 de la Série Comet précédente, avec 200 ch SAE. Lors de son lancement en 1972, la nouvelle cabine (type 7080) était fixe. Il faudra attendre 1978 pour rendre cette cabine basculante, renommée 7160.
En 1973, le moteur aspiré "Pegaso 9105" est remplacé par le "Pegaso 9109/2" Turbo, de même cylindrée mais développant 260 ch SAE. La même année apparaît un nouveau moteur Turbo, "Pegaso 9156" de 11.946 cm3 développant 352 ch DIN, afin de respecter la norme italienne et la future norme européenne pour les tracteurs de 44 tonnes. Malheureusement pour le constructeur espagnol, ce moteur sans intercooler n'a pas fait que des heureux car il manquait cruellement de fiabilité.
Ce tracteur Pegaso 2082 Export n'a connu qu'un succès très relatif à l'exportation aux Pays-Bas.

### Modèles de la "Série 80"
- 1080 - porteur 4x2 (lancé en 1971) 200 ch SAE, PTAC 20 tonnes, successeur du Pegaso Comet 1065B/8 Europa,
- 1080 L - porteur 4x2 (1971) avec empattement long 200 ch, PTAC 20t,
- 1080/50 - porteur 4x2 (1973), PTAC 20 tonnes, successeur du Pegaso 1080 équipé du moteur Turbo 260 ch SAE,
- 1083 - porteur 6x2/2 (1971) 200 ch, PTAC 26 t, successeur du Pegaso Comet 1063A,
- 1083/53 - porteur 6x2/2 (1974), PTAC 26 t, successeur du Pegaso 1083, équipé du moteur Turbo 260 ch,
- 1086 - porteur 8x2 (1971) 260 ch, PTAC 35,5 t, successeur du Pegaso Comet 1066,
- 1088 - porteur 6x4 (1974) 260 ch, PTAC 26 t, successeur du Pegaso Comet 3060,
- 2080 - tracteur routier 4x2 (1971) 200 ch, PTRA 38 t, successeur du Pegaso Comet 2011,
- 2080/50 - tracteur routier 4x2 (1971) 260 ch, PTRA 38 t, successeur du Pegaso Comet 2011,
- 2082/60 - tracteur 4x2 Export (1972) 352 ch DIN, PTRA 44 t, destiné aux marchés européens dont la PTRA des semi-remorques à 5 essieux est déjà à 44 tonnes (Italie, Pays-Bas,..),
- 2089[1] - tracteur 6x4 (1974), PTRA 38 t,

En 1974, Pegaso lance un nouveau pont arrière à double réduction avec réducteurs épicycloïdaux dans les moyeux. Son montage sur les modèles existants va donner lieu à de nouveaux châssis dont les dénominations vont changer :
- 1080/3 - porteur 4x2 (lancé en 1971) 200 ch SAE, PTAC 20 tonnes, successeur du Pegaso Comet 1065B/8 Europa,
- 1080 L3 - porteur 4x2 (1971) avec empattement long 200 ch, PTAC 20t,
- 1080/53 - porteur 4x2 (1973), PTAC 20 tonnes, successeur du Pegaso 1080 équipé du moteur Turbo 260 ch SAE,
- 1083/3 - porteur 6x2/2 (1971) 200 ch, PTAC 26 t, successeur du Pegaso Comet 1063A,
- 1083/54 - porteur 6x2/2 (1974), PTAC 26 t, successeur du Pegaso 1083, équipé du moteur Turbo 260 ch,
- 1088/50 - porteur 6x4 (1974) 260 ch, PTAC 26 t, successeur du Pegaso Comet 3060,

En fin d'année 1974, les versions 1088/50 chantier sont secondées avec des versions lourdes destinées aux transports exceptionnels : 
- 3080 - porteur chantier lourd 6x4 (1974) 200 ch SAE, PTAC 26 t, successeur du Pegaso 3060,
- 3080/50 - porteur chantier lourd 6x4 (1974) 260 ch SAE, PTAC 26 t, successeur du Pegaso 3060,
- 3088[2] - porteur chantier lourd 8x4 (1974), PTAC 34 t.

En 1977, Pegaso lance deux nouveaux modèles, jusqu'alors jamais connus dans la gamme du constructeur, faisant office de tombereaux sur chatier fermé, dont le style est identique aux fameux camions lourds du spécialiste italien Astra, équipés d'une cabine monoplace et de bennes enrochements :
- 3076[3] - porteur chantier 6x4 demi cabine (type l'italien Astra) (1974) 260 ch SAE, PTAC 26 t (PTAC technique 33,5 t),
- 3078[4] - porteur chantier 6x6 demi cabine (type l'italien Astra) (1974) 260 ch, PTAC 26 t (PTAC technique 36 t),

Toujours en 1977, Pegaso lance sur le marché espagnol une nouvelle version de son tracteur 4x2 Pegaso 2080 équipé d'une version à la puissance limitée à 305 ch du moteur "9156" de 11.946 cm3, destiné aux modèles Export, développant 352 ch DIN :
- 2081/60 - tracteur 4x2 (1977) 305 ch DIN, PTRA 38 t,

Le constructeur lance, en parallèle un nouveau tracteur lourd en version 6x4 : 
- 3089 - tracteur 6x4 (1977) pour transports exceptionnels 352 ch DIN, PTRA 38/80 t.

## Pegaso "Série 180"
Après le décès du général Franco le 20 novembre 1975, son successeur désigné, le roi Juan Carlos Ier, dépose une demande d'adhésion à la Communauté économique européenne le 28 juillet 1977 qui donne un avis favorable le 29 novembre 1978 mais il faudra attendre le 12 juin 1985 pour que l'Espagne intègre effectivement la CEE. Entre temps, les barrières douanières s'assouplissent et les constructeurs étrangers de poids lourds s'empressent de créer des filiales en Espagne pour y écouler leurs productions et remplacer les très nombreux Pegaso Comet avec leurs cabines désuètes "Cabezón" toujours en circulation.
La gamme "Série 80" avait avantageusement rajeuni sa cabine mais elle restait  fixe. Pegaso, conscient que tous ses futurs concurrents étrangers offraient des cabines basculantes, étudie la modification de la "Cabina Cuadrada" pour la rendre basculante.
Pour cela, la cellule est conservée mais son implantation est légèrement reculée. Un nouveau plancher et surtout un système de basculement avec un verrouillage efficace, point délicat sur les premiers modèles sont mis au point. Esthétiquement, le style de la "Cabina Cuadrada" du designer italien Aldo Sessano ne varie pas à l'exception du logo Pegaso qui figure maintenant en grosses lettres noires juste au dessus de la fameuse calandre en croix, emblème de la marque. Il y a deux versions de cette cabine, type 7150 normale profonde et type 7170 courte. Curieusement, Pegaso va proposer en plus une variante réservée aux camions 6x2/2 (avec deux essieux directeurs), l'ancienne cabine mais basculante, cela pour ne pas interférer avec le second essieu directeur.
C'est au Salon de l'Automobile de Barcelone en 1978 que Pegaso lance sa nouvelle gamme surnommée "Série 180" bien que le constructeur ne l'ait jamais officiellement nommée ainsi mais dont les références des modèles font état du type 180 dans leur dénomination.

### Modèles de la "Série 180" (1978-1983)
Après avoir intégré son concurrent SAVA en 1968, spécialiste des véhicules utilitaires et camions de faible tonnage, les camions de moyen tonnage type Pegaso 1120, avec cabine étroite, restent malgré tout au catalogue :
- 1121 - porteur 4x2, équipé du moteur 6 cylindres Pegaso (licence Leyland) 9130/19 de 6.550 cm3 développant 135 ch, PTAC 14,2 t, cabine étroite type 7160,
- 1126 - porteur 4x2 identique au 1121 mais PTAC 16,8 t,
- 1135 - porteur 4x2 170 ch, PTAC 20 t,
- 1135/15 - porteur 4x2 170 ch, PTAC 26 t,
- 1145 - porteur 4x2 225 ch, PTAC 20 t,
- 1180 - porteur 4x2 200 ch SAE, PTAC 20 tonnes, successeur du Pegaso 1080,
- 1180 L/53 - porteur 4x2, version du 1180 avec empattement long, 200 ch, PTAC 20t,
- 1180/60 - porteur 4x2, PTAC 20 tonnes, successeur du Pegaso 1080/50, équipé du moteur Turbo 260 ch SAE,
- 1181 L - porteur 4x2, moteur type 9156 Turbo 11.9465 cm3 310 ch DIN, PTAC 20 t,
- 1183 - porteur 6x2/2, 200 ch, PTAC 26 t, successeur du Pegaso 1083,
- 1183/53 - porteur 6x2/2, PTAC 26 t, successeur du Pegaso 1083/50, équipé du moteur Turbo 260 ch,
- 1184 - porteur 4x2, PTAC 26 t, équipé du moteur Pegaso 9156 Turbo 310 ch DIN,
- 1186 - porteur 8x2, 260 ch SAE, PTAC 36 t,
- 1188 - porteur 6x4, 260 ch SAE, PTAC 26 t, successeur du Pegaso Comet 3060,
- 1190 - porteur 6x4, PTAC 26 t, successeur du Pegaso Comet 3060, équipé du moteur Pegaso 9156 Turbo 310 ch DIN,
- 2135 - tracteur routier 4x2, PTRA 32 t, équipé de l'ancien moteur Pegaso 9100 10.169 cm3 développant 170 ch SAE,
- 2135/50 - tracteur routier 4x2, 225 ch SAE, PTRA 32 t,
- 2180/51 - tracteur routier 4x2, 260 ch SAE, PTRA 38 t, successeur du Pegaso Comet 2011,
- 2181/60[5] - tracteur 4x2 Export 310 ch DIN, PTRA 38 t, destiné aux marchés européens dont la PTRA des semi-remorques à 5 essieux est limité à 38 tonnes (France,..),
- 2182/60 - tracteur 4x2 Export 352 ch DIN, PTRA 44 t, destiné aux marchés européens dont la PTRA des semi-remorques à 5 essieux est déjà à 44 tonnes (Italie, Pays-Bas,..),
- 2190/60[6] - tracteur 6x4 Export 310 ch DIN, PTRA 38 t, destiné aux marchés européens dont la PTRA des semi-remorques à 5 essieux est limité à 38 tonnes (France,..),
- 3188/92 - porteur chantier lourd 8x4 (1974) 260 ch SAE, PTAC 26 t, successeur du Pegaso 3060,
- 3189 - tracteur chantier lourd 8x4, 352 ch DIN, PTAC 38/80 t, successeur du Pegaso 3040/1,

C'est avec cette gamme que Pegaso va pouvoir débuter ses ventes de camions sur les marchés européens. La rude concurrence des grands constructeurs, Mercedes-Benz, IVECO, MAN, Scania ou Volvo alliée à leur forte et ancienne présence sur ces marchés va limiter à quelques centaines d'exemplaires annuels les ventes de Pegaso.
Cette "Série 180" sera la dernière à arborer la célèbre calandre en croix, emblème de la marque durant 35 ans. La gamme "Cabina Cuadrada - 80/180" va céder sa place à partir de 1983 à la série T1.